# Tafas
Tafas (arab. طفس) – miasto w Syrii, w muhafazie Dara. W 2004 roku liczyło 32 236 mieszkańców.